# Matinee Theatre
Matinee Theatre è una serie televisiva statunitense in 650 episodi trasmessi per la prima volta nel corso di 3 stagioni dal 1955 al 1958.
È una serie di tipo antologico in cui ogni episodio rappresenta una storia a sé. Gli episodi sono storie di genere drammatico o giallo e vengono presentati da John Conte. La serie vinse un Golden Globe nel 1957 come miglior programma televisivo.

## Interpreti
La serie vede la partecipazione di numerosi attori cinematografici e televisivi, molti dei quali interpretarono diversi ruoli in più di un episodio.
- John Conte
- Johnny Crawford
- Sarah Churchill
- Patrick Macnee
- Angie Dickinson
- Peggy McCay
- John Hoyt
- Tom Tryon
- John Abbott
- Peter Hanson
- Frances Reid
- Irene Hervey
- Helen Westcott
- John Carradine
- Karen Sharpe
- Robert Karnes
- Marcia Henderson
- Adrienne Marden
- Zsa Zsa Gábor
- Roddy McDowall
- Philip Bourneuf
- Betty Lynn
- Donald Murphy
- Ann Doran
- Judith Evelyn
- John Drew Barrymore
- Gene Raymond
- June Vincent
- Robert Horton
- Addison Richards
- Herschel Bernardi
- Marshall Thompson
- Dean Stockwell
- Norma Moore
- Joan Elan
- Ann Harding
- Douglas Kennedy
- Geoffrey Toone
- Kathleen Freeman
- Claire Luce
- Richard Crenna
- Paul Langton
- Catherine McLeod
- Lisa Daniels
- Patrick O'Neal

### Registi
Tra i registi sono accreditati:
- Walter Grauman in 80 episodi
- Boris Sagal
- Lamont Johnson
- Alan Cooke
- Albert McCleery
- Allan A. Buckhantz
- Arthur Hiller
- Sherman Marks
- Livia Granito
- Alan Hanson
- John Drew Barrymore

## Distribuzione
La serie fu trasmessa negli Stati Uniti dal 31 ottobre 1955 al 27 giugno 1958 tutti i giorni sulla rete televisiva NBC. Fu poi trasmessa in syndication nei primi anni 60 con il titolo Cameo Theatre.

## Episodi
| Stagione         | Episodi | Prima TV USA |
| ---------------- | ------- | ------------ |
| Prima stagione   | 200     | 1955-1956    |
| Seconda stagione | 219     | 1956-1957    |
| Terza stagione   | 161     | 1957-1958    |